# ASOS
ASOS.com (/ˈeɪsɒs/ Un-soss) és una botiga britànica on line de moda i bellesa. Principalment dirigida a joves adults, ASOS ven al voltant de 850 marques així com la seva gamma pròpia de roba i accessoris. un valor net calculat de 159 milions en 2013. Té la seu a Camden Town i el seu centre de distribució principal a Barnsley, South Yorkshire amb 3,000 treballadors. El departament de Cura del Client és basat en Hemel Hempstead.
És una botiga de moda online global de bellesa, oferint més de 50,000 productes i línies de producte d'etiqueta pròpia a través de roba per a dones, roba per a homes, calçat, accessoris, joies i maquillatge. ASOS té les pàgines web dirigides als mercats del Regne Unit, Austràlia, EUA, França, Alemanya, Espanya, Rússia, Itàlia i Xina. Embarca a més de 237 altres països dels seus dos centres de distribució en el Regne Unit. Les seves vendes foren de 753.8 milions de lliures esterlines en 2013, i en 2012 foren de 495  milions.

## Història
ASOS va ser fundada en 2000 per Nick Robertson i Quentin Griffiths. Malgrat el seu nom original és AsSeenOnScreen) s'escriu com un acrònim en majúscules; l'excepció a la regla que és el nou logo va dissenyar per Ben Lewin dins 2008, on és mostrat tot en minúscules.
En 2001, ASOS va ser admès al Mercat d'Inversió Alternatiu (OBJECTIU) en la Borsa de valors de Londres. En 2005 l'explosió del Buncefield Combustible Depot va tancar el negoci per sis setmanes. En 2013, ASOS va obrir la seva primera oficina a fora del sud-oest en Birmingham. Dins 2013, ASOS Rússia i Xina van ser llançades. En 2014, un incendi al seu magatzem de Barnsley els va fer parar d'agafant ordres per gairebé tres dies.

## ASOS Internacional
En el quart final de 2010, ASOS va llançar tres botigues internacionals dins França, Alemanya i l'ENS. Dins setembre 2011 van llançar tres més llocs dins Austràlia, Itàlia i Espanya. ASOS va obrir la seva primera oficina internacional dins Sydney, Austràlia, dins 2012. ASOS estès a l'ENS dins setembre 2013 en Rochester, NY.